# Michał Jan Rostworowski

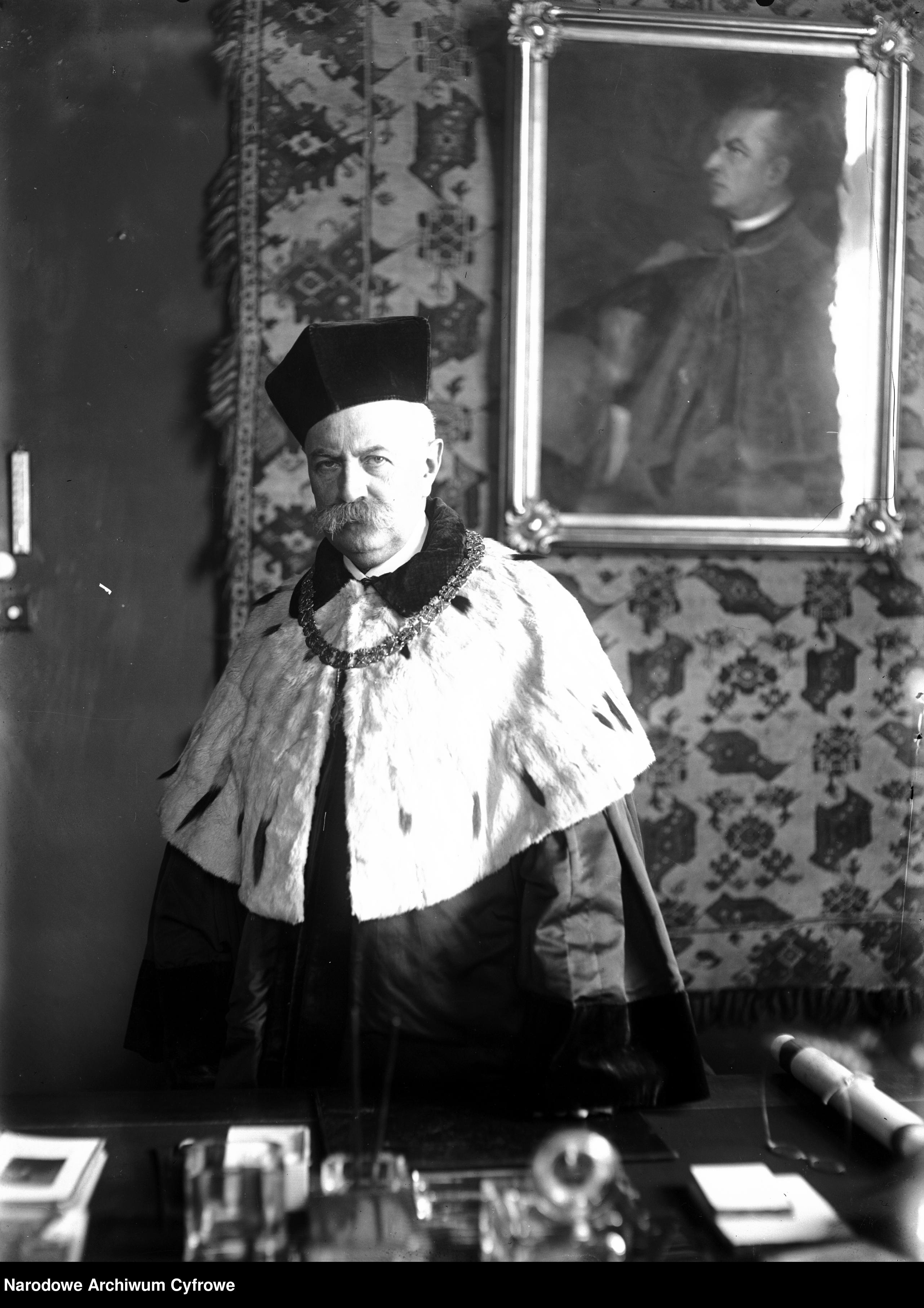
Michał Jan Rostworowski

Michał Jan Graf Rostworowski (* 27. August 1864 in Dresden; † 24. März 1940 in Gromnik bei Tarnów) war ein polnisch-österreichischer Jurist. Er wirkte von 1903 bis 1930 als Professor für Völker- und Staatsrecht an der Universität Krakau, an der er 1925/1926 auch als Rektor fungierte, und war von 1931 bis 1940 Richter am Ständigen Internationalen Gerichtshof.

## Leben
Michał Graf Rostworowski entstammte einem russisch-polnischen Adelsgeschlecht und wurde 1864 in Dresden geboren, wo sich seine Familie nach dem Januaraufstand von 1863 niedergelassen hatte. Er absolvierte bis 1884 an der Universität Warschau und anschließend bis 1888 an der Universität St. Petersburg ein Studium der Rechtswissenschaften. An der Sankt Petersburger Universität, an der er seinen Abschluss erwarb, besuchte er darüber hinaus Lehrveranstaltungen in Geschichte. Weiteren Studien widmete er sich von 1889 bis 1891 an der École libre des sciences politiques in Paris, von 1891 bis 1893 an der Universität Krakau, an der er 1893 auch promovierte, sowie von 1893 bis 1995 an den Universitäten Bern und Wien.
1896 wurde er an der Universität Krakau zum Privatdozenten für Völkerrecht und internationales Privatrecht ernannt, im gleichen Jahr wurde er österreichischer Staatsbürger. Im Jahr 1903 folgte die Ernennung zum außerordentlichen und fünf Jahre später zum ordentlichen Professor für Völkerrecht sowie allgemeines und österreichisches Staatsrecht. An der juristischen Fakultät der Krakauer Universität begründete er 1910 die Schule für Politikwissenschaften, deren Direktor er wurde. Darüber hinaus fungierte er in den Jahren 1912/1913 als Dekan der Fakultät und 1925/1926 als Rektor der Hochschule, an der er bis 1930 tätig war. Ab 1920 verfasste er als Mitglied der Kodifizierungskommission der nach dem Ersten Weltkrieg neu entstandenen Polnischen Republik eine Reihe von Gesetzentwürfen.
Michał Graf Rostworowski gehörte ab 1923 dem Ständigen Schiedshof in Den Haag an und war Mitglied mehrerer internationaler Schlichtungskommissionen. In den Jahren 1925 und 1928 fungierte er als Delegierter Polens zur fünften und sechsten Tagung der Haager Konferenz für Internationales Privatrecht, außerdem gehörte er mehrfach der polnischen Delegation zu den Sitzungen der Versammlung des Völkerbundes an. Am 25. September 1930 wurde er zum Richter am Ständigen Internationalen Gerichtshof gewählt, nachdem er dort in den Jahren 1925, 1926, 1928 und 1929 bereits viermal ad hoc als Richter gewirkt hatte. Nachdem die für 1939 geplanten Richterwahlen infolge des Beginns des Zweiten Weltkrieges nicht stattfanden, blieb er wie die anderen zu diesem Zeitpunkt am Gericht tätigen Richter weiter im Amt. Er starb 1940 in Gromnik bei Tarnów. Eine Nachwahl zur Neubesetzung des durch seinen Tod vakanten Richterpostens erfolgte kriegsbedingt bis zur Auflösung des Gerichts nicht mehr.
Michał Graf Rostworowski war ab 1898 Mitglied des Institut de Droit international.

## Werke (Auswahl)
- Austryacka Izba panów. Łódź 1900
- Rada ministrów i Rada stanu Księstwa Warszawskiego. Krakau 1911
- Wojna i traktat pokojowy. Krakau 1916
- Dziennik czynnosci Komisyi Rządzącej. Krakau 1918
- Liga narodów. Krakau 1920